# Indiscret (film, 1931)
Pour plus de détails, voir Fiche technique et Distribution.
Indiscret (titre original : Indiscreet) est un film américain réalisé par Leo McCarey, sorti en 1931.

## Synopsis
Une très jolie comédienne au faîte de sa gloire tombe amoureuse d'un séduisant diplomate. Amoureux mais célibataire endurci, il lui fait croire qu'il a une épouse qui refuse l'idée du divorce.

## Fiche technique
- Titre original : Indiscreet
- Titre français : Indiscret
- Réalisation : Leo McCarey
- Assistant réalisation : Harry Scott
- Scénario : Buddy G. DeSylva, Lew Brown et Ray Henderson
- Photographie : Ray June et Gregg Toland
- Montage : Hal C. Kern
- Musique : Alfred Newman
- Son : Oscar Lagerstrom
- Costumes : René Hubert
- Direction artistique : Richard Day
- Producteurs : Lew Brown, Buddy G. DeSylva et Ray Henderson
- Directeur de production : James Dent
- Sociétés de production : Joseph M. Schenck Productions et Feature Productions
- Sociétés de distribution : 
  - United Artists (1931) (États Unis) (cinéma)
  - Art Cinema Associates (1937) (États Unis) (cinéma) (re-parution)
  - Alpha Video Distributors (2004) (États Unis) (DVD)
  - Hollywood Classics (1995) (États Unis) (VHS)
  - Madacy Entertainment (2001) (États Unis) (DVD)
  - Madacy Entertainment (États Unis) (VHS)
- Pays d’origine :  États-Unis
- Langue : Anglais
- Format : Noir et blanc — 35 mm — 1,20:1 — Son : Mono
- Genre : Comédie dramatique
- Durée : 92 minutes
- Dates de sortie : 
  - États-Unis : 25 avril 1931 (première) / 16 mai 1931 (sortie nationale)
  - Royaume-Uni : 19 juin 1931 (Londres, première)
  - Irlande : 25 avril 1931 (première)

## Distribution
- Gloria Swanson : Geraldine 'Gerry' Trent
- Ben Lyon : Tony Blake
- Monroe Owsley : Jim Woodward
- Barbara Kent : Joan Trent
- Arthur Lake : Buster Collins
- Maude Eburne : Tante Kate
- Henry Kolker : Mr. Woodward
- Nella Walker : Mrs. Woodward